# Jack Branfield
Jack Branfield (sinh ngày 25 tháng 10 năm 1891) là một cầu thủ bóng đá người Anh thi đấu ở vị trí thủ môn.  Ông thi đấu chuyên nghiệp cho Gillingham, có hơn 50 lần ra sân, và thi đấu trong trận đấu đầu tiên của câu lạc bộ ở Football League năm 1920.